# Imre Kemecsey
Imre Kemecsey (* 11. Februar 1941 in Budapest) ist ein ehemaliger ungarischer Kanute.

## Erfolge
Imre Kemecsey nahm an zwei Olympischen Spielen teil. Bei seinem Olympiadebüt 1960 in Rom startete er im Einer-Kajak mit der 4-mal-500-Meter-Staffel und erreichte mit dieser nach Siegen im Vorlauf und dem Halbfinale den Endlauf. Dort mussten sich die Ungarn nach 7:44,02 Minuten Rennzeit lediglich der deutschen Staffel geschlagen geben, sodass Kemecsey neben Imre Szöllősi, András Szente und György Mészáros die Silbermedaille gewann. Bei den Olympischen Spielen 1964 in Tokio gehörte er zum ungarischen Aufgebot im Vierer-Kajak über 1000 Meter. Die Mannschaft qualifizierte sich jeweils als Dritter ihres Vorlaufs und Zweiter ihres Halbfinallaufs für den Endlauf, in dem sie als Vierter knapp einen Medaillengewinn verpasste. Sie erreichten 0,7 Sekunden nach den drittplatzierten Rumänen die Ziellinie.
Kemecsey belegte bei den Weltmeisterschaften 1966 in Berlin den dritten Platz im Einer-Kajak über 1000 Meter und wurde mit der 4-mal-500-Meter-Staffel Vizeweltmeister. Mit der Staffel hatte er bereits bei den Europameisterschaften 1961 in Posen Silber gewonnen. Außerdem sicherte er sich dort auch Bronze im Vierer-Kajak auf der 1000-Meter-Strecke. 1965 folgte in Bukarest bei den Europameisterschaften der Gewinn der Silbermedaille im Einer-Kajak über 1000 Meter. Zwei Jahre darauf wurde er in Duisburg im Zweier-Kajak mit László Fábián über 10.000 Meter Europameister.